# Суходіл (Львівський район)
Суходіл — село в Україні, у Львівському районі Львівської області. Населення становить 542 особи. Орган місцевого самоврядування — Бібрська міська рада.

## Географія
У присілку села потік Басарів впадає у річку Суходілку.

## Історія
Перша писемна згадка про село сягає 1396 року
Від року 1440 Суходіл згадується в судових суперечках між селянами Лечем та Йошем. В селі діяло волоське право, що документально підтверджено свідченнями з 1452 року .
У податковому реєстрі 1515 року в селі документується піп (отже, уже тоді була церква), шинок, млин і 10 ланів (близько 250 га) оброблюваної землі.
В 1570 р село Суходіл переходить у власність князя Василя-Констянтина Острозького. Село Суходіл мало у цей час 18 ланів.
В 1875 р — в селі почала діяти двокласна державна школа .
1910 р — в селі проживало 1022 особи, серед них 781 греко-католик, 210 римо-католиків, 21 юдей ,10 протестантів.
1930 р в Суходолі проживало 1190 осіб , 1939 р — 1390 мешканців.
В 1920 -х — 30 -х рр. ХХ ст в селі діяли товариства «Просвіта» та «Луг». У 1938 році читальня просвіти нараховувала 239 членів.
У лютому 1940 року з села комуністи депортували 16 сімей.

### Боротьба ОУН-УПА з комунізмом
4.IV.45 р. Відділ НКВД разом зі стрибками зробили засідку на с. Суходіл, де вдалося їм захопити підводу одної сотні УПА. Після с. Суходіл, де вдалося їм захопити підводу одної сотні УПА. Після цього пограбували кількох господарів.

## Релігія
- церква Покрови Пресвятої Богородиці (1928, архітектор Лев Левинський, УГКЦ)

## Відомі люди
- Іван Керницький — український письменник.